# إدارة مكتب
إدارة المكاتب هي مهنة تتضمن وظائف إشرافية مكتبية.
ويقوم العاملون بهذه المهن بالعديد من الدراسات الخاصة، وبناءً على نتائج هذه الدراسات الخاصة، فإنهم يقومون بوضع التقارير. وبالإضافة إلى ذلك، فهم يقومون أيضًا بإمداد الإدارة بالمدخلات الخاصة بالتطورات الحادثة في السياسات والإجراءات. كما تتضمن وظيفة إدارة المكاتب أعمال أخرى كتقديم الدعم شبه القانوني أو صياغة المراسلات المتعلقة بالإدارة أو جدولة المواعيد أو غيرها من المهام.

## إدارة المكاتب
إن إدارة المكاتب هي عملية إدارية تتضمن معالجة سير العمل والتحكم في توازنه والحفاظ على هذا التوازن داخل مكاتب المؤسسات المختلفة سواء أكانت شركةً أم عملاً تجاريًا، وسواء أكان حجم هذه المؤسسات صغيرًا أم كبيرًا، وهو ما يعد ضروريًا لتقديم أفضل خدمة للأشخاص ذوي المصلحة الكبيرة.

## المهام الرئيسة
يعد مدير المكتب منسقًا لنظام العمل. كما أنه مسئول عن تخطيط الجانب المكتبي بالمؤسسة وإدارته والتحكم فيه، بما في ذلك الإعداد والتواصل والتنسيق وتخزين البيانات لدعم الإنتاجية والعمليات الأساسية الأخرى لأية مؤسسة صناعية. هذا بالإضافة إلى مشاركته في كثير من الأحيان في التسويق.
كما أنه يُوكل إليه أيضًا مهام مراقبة سير العمل، فضلاً عن تقييم النتائج. وتهدف نتائج العمل إلى رضا ما يمكن أن يُطلق عليه النظام النهائي المستلم، مثل الزبون والعميل والأقسام الأخرى.
وعلاوة على ذلك، يقوم مدير المكتب بتنسيق المهام الرئيسية، عن طريق إصدار العديد من التعيينات لقضاء هذه المهام. وعادةً ما يقوم مدير المكتب بقيادة وإدارة فريق من السكرتارية أو الموظفين الإداريين. كما يتولى توزيع المهام داخل القسم، وتُلقى دائمًا على عاتقه المهام الأكثر تعقيدًا.
وتتضمن وظيفة إدارة المكاتب والمهام المعتادة المتعلقة بها مزيجًا من الوظائف التالية: 
- وضع الميزانية وتنفيذها
- عمليات الشراء
- إمساك الدفاتر
- الموارد البشرية
- المحاسبة
- الطباعة
- إدارة السجلات
- إدارة النماذج
- سجل بيان الرواتب
- إدارة المنشآت
- إدارة المكان
- إدارة المخاطر
- إدارة المنح
- العمل الإيجابي وفرص التوظيف المتكافئة
- الاتصالات وتكنولوجيا المعلومات
- مراقبة إدارة الصحة والسلامة داخل مكتب العمل
- مساعدة كبار المديرين في تحديد احتياجات الصحة والسلامة داخل أقسامهم المختلفة
- تحمل مسئولية عملية تسيير الأعمال اليومية بالمكتب
- التنسيق مع كبار المديرين للتأكد من توفر معدات تقنية المعلومات المناسبة لطاقم العمل بالقطاع
- إدارة مجموعة من الميزانيات والتي تتضمن السكن والصحة والسلامة للشركة

القيام بأعمال 
- التخطيط والتشاور والإدارة الخاصة بحركة التنقلات المكتبية في القطاعات والوحدات الأخرى داخل القسم.

ومع مراعاة تنوع المهام الوظيفية، من المتوقع أن يتمتع مدير المكتب بالعديد من المواهب. وتكمن بعض الكفاءات التي من المتوقع أن يتمتع بها في مهارات حل المشكلات واتخاذ القرارات والنزاهة والحزم والمرونة في الوقت نفسه، بالإضافة إلى الدقة والقدرة على العمل تحت ضغط.

## وصلات خارجية
- Association of Professional Office Managers
- Venture Capital Office Managers Association
- National Office Managers Association of America
- iPracticeConsultant.com Medical Office Management